# مادلین ویلمسن
مادلین ویلمسن (انگلیسی: Madeline Willemsen؛ ۲۸ سپتامبر ۱۹۱۵ – ۹ می ۱۹۸۲ (۶۶ سال)) هنرپیشه اهل ایالات متحده آمریکا بود. او همچنین عموزاده لوسی باسکانا بود که بعضی منتقدان تئاتر پورتوریکو آن را بهترین بازیگر زن پورتوریکو در تمام دوران می دانستند.